# Государственный список историко-культурных ценностей Республики Беларусь

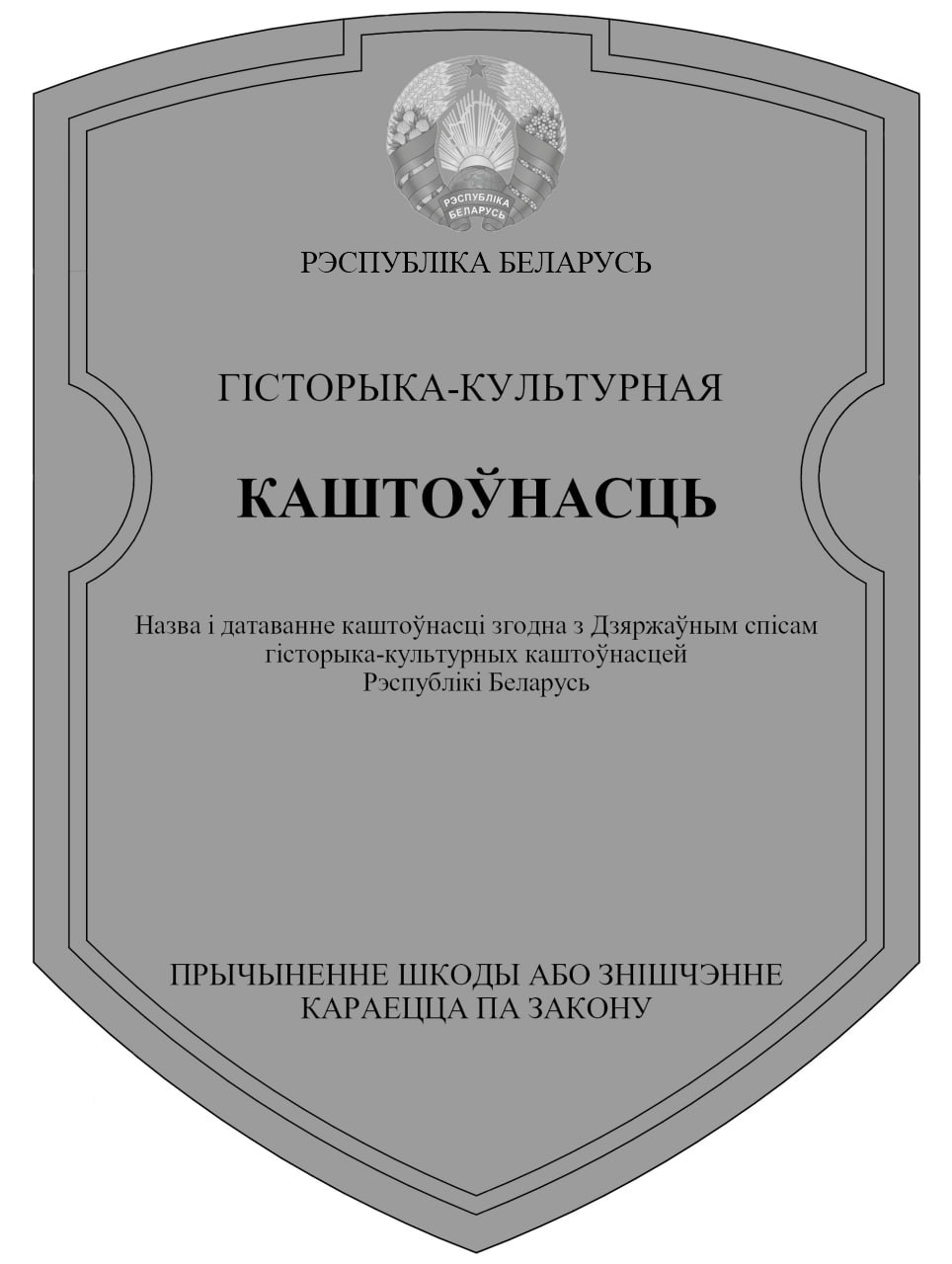
Форма охранной доски, устанавливаемой на недвижимых материальных историко-культурных ценностях Республики Беларусь

Государственный список историко-культурных ценностей Республики Беларусь — государственный информационный ресурс, обеспечивающим государственный учет историко-культурных ценностей Республики Беларусь. Включает памятники архитектуры, градостроительства, истории, археологии, искусства, заповедные места, документальные памятники, движимые коллекции и комплекты, а также нематериальные проявления творчества человека, которым придан статус историко-культурной ценности. 
Историко-культурные ценности разделены на 4 категории:
 историко-культурные ценности, включённые или предложенные для включения во всемирный список наследия;
 уникальные художественные, эстетические и документальные объекты международного значения;
 объекты историко-культурного наследия республиканского значения;
 историко-культурные ценности регионального значения.
Без кат
материальные культурные ценности, которые входят в состав комплекса, ансамбля, комплекта, коллекции материальных историко-культурных ценностей, но которым отдельно не придан статус историко-культурной ценности.

Нематериальные историко-культурные ценности подразделяются на следующие категории:
А
историко-культурные ценности, полная аутентичность и точность которых безусловные и неизменные;
Б
 историко-культурные ценности, которые полностью или частично восстановлены (зафиксирован) на вторичном материале или отличительные духовные, художественные и (или) документальные достоинства которых объективно со временем могут меняться.
На конец 2023 года в Государственный список историко-культурных ценностей Беларуси включено 5683 историко-культурных ценностей, в т.ч. 5366 недвижимых объекта, среди них 2226 памятников археологии, 1838 — архитектуры, 1217 — истории, 67 — искусства, 14 — градостроительства, 4 заповедных места;
движимых материальных историко-культурных ценностей — 137;
нематериальных проявлений творчества человека — 181.

## Присвоение и лишение статуса
Материальные объекты Беларуси, которые могут представлять историко-культурную ценность, выявляются путем профессионального или случайного определения. Чаще всего предложения по придании объекту статуса историко-культурного наследия поступают по результатам профессионального определения. Решение о придании такого статуса принимает Белорусская республиканская научно-методическая рада по вопросам историко-культурного наследия при Министерстве культуры. Статус историко-культурной ценности уделяется объектам с учетом их художественной ценности и отображения наиболее значимых событий, явлений, исторических фактов.
В случае потери отличительных духовных, художественных и документальных особенностей, которые обусловили придание объекту статуса историко-культурной ценности, а также в случае их уничтожения, утраты в результате воздействия природных факторов или других ситуаций, при невозможности их восстановления по заключению специалистов совета Совет Министров лишает объект статуса историко-культурной ценности.

## Количество объектов
В 2007 году Государственный список историко-культурных ценностей составляли 4811 объектов. На 2010 г. в Государственном списке историко-культурных ценностей Беларуси 4911 объектов наследия (из них 4779 неподвижные, 73 подвижные и 59 нематериальные).
В 2013 году Государственный список историко-культурных ценностей составляли 5533 объектов. В том числе 1763 памятников архитектуры, 1191 — истории, 60 — искусства, 2350 — археологии, 11 — градостроительства, 4 заповедные местности, 77 движимых историко-культурных ценностей, 77 нематериальных историко-культурных ценностей.
В 2014 году Государственный список историко-культурных ценностей составляли 5527 объектов наследия, из них материальных недвижимых — 5373, материальных подвижных — 78, нематериальных проявлений творчества человека — 76. Материальные объекты наследия представлены 2336 памятниками археологии, 1759 памятниками архитектуры, 1192 памятниками истории, 60 памятниками искусства, 11 памятниками градостроительства, 4 заповедными местами.
В соответствии с государственной программой «Культура Беларуси» на 2011—2015 годы запланировано увеличение количества историко-культурных ценностей в государственном списке на 1000 единиц.
В период с 2008 по 2014 год такого статуса историко-культурной ценности были лишены 33 объекта.

## Плотность
При условном расчете плотности памятников на квадратный километр территории и по численности населения получается, что в Беларуси один памятник приходится на 38 кв.км или на 1 737 человек.

## Шифр
Шифр историко-культурной ценности состоит из десяти знаков по следующей схеме: x x x x xxxxxx
Первый знак в шифре — место нахождения материальной историки-культурной ценности или ареал бытования нематериальной историки-культурной ценности в соответствия co следующей нумерацией:
1 — Брестская область;
2 — Витебская область;
3 — Гомельская область;
4 — Гродненская область;
5 — Могилевская область;
6 — Минская область;
7 — г. Минск;
8 — город Минск и одна или несколько областей или несколько областей;
второй знак в шифре —  вид историко-культурной ценности:
1 — недвижимая материальная  историко-культурная ценность;
2 — движимая материальная историко-культурная ценность;
3 — нематериальная историко-культурная ценность;
третий знак в шифре — категория историко-культурной ценности;
четвертый знак в шифры представляет сведения об историко-культурной ценности в соответствии с ее характеристиками:
А — документальный памятник;
Б — заповедное место;
В — памятник археологии;
Г — памятник архитектуры;
Д — памятник истории;
Е — памятник градостроительства;
Ж — памятники искусства;
К — нематериальная историко-культурная ценность в материальной форме существования (проявления);
Л — нематериальная историко-культурная ценность в нематериальной форме существования (проявления);
М — коллекция;
Н — комплект;
шесть последних знаков — порядковый номер историко-культурной ценности в Государственном списке историко-культурных ценностей Республики Беларусь (вместо цифр номера, которые отсутствуют, проставляются нули).
В случаях изменения сведений об историко-культурной ценности в Государственный список историко-культурных ценностей Республики Беларусь вносятся необходимые изменения